# Foro romano de Tarraco

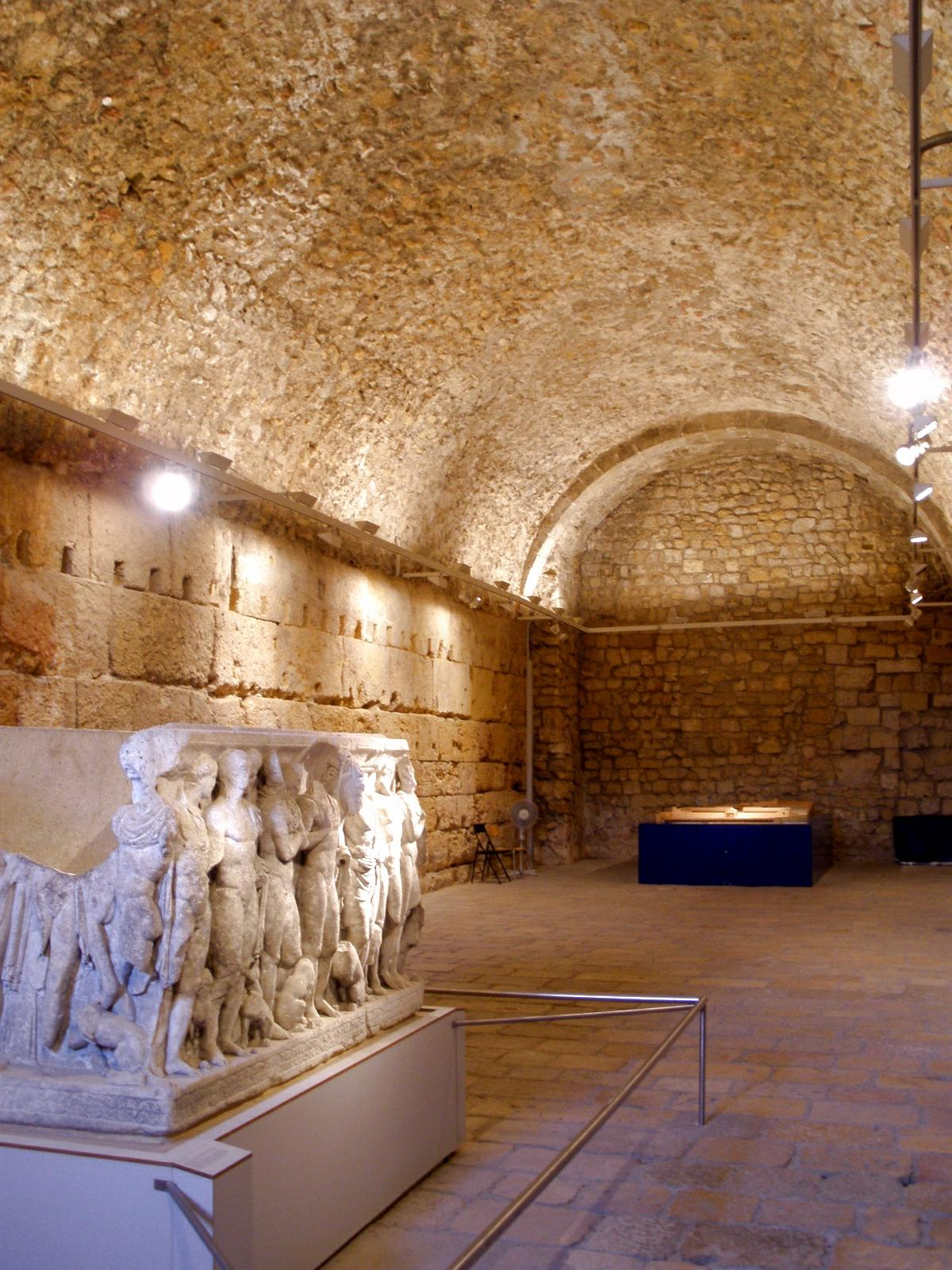
De las bóvedas que rodeaban a la plaza de representación, se conservan varios tramos, como el que enlaza con la torre del pretorio o el conocido como "volta del Pallol".

El Foro Provincial de Tarraco era un conjunto monumental inmenso (18 ha), constituido por dos grandes plazas porticadas que albergaban los principales edificios administrativos, religiosos y culturales de la ciudad de Tarraco, capital de la provincia romana Hispania Citerior Tarraconensis, en la actual España. Se trata de una de las localizaciones del Lugar Patrimonio de la Humanidad «Conjunto arqueológico de Tarraco», en concreto la identificada con el código 875-003 para la plaza de representación y 875-002 para el recinto de culto.

## Historia
Fue construido por los romanos en el año 73 d. C., por orden del emperador Vespasiano. Su uso se mantuvo hasta la mitad del siglo V, a partir del cual se ocuparon los edificios que rodeaban la plaza como viviendas privadas. A partir del siglo XII se urbanizó el interior de la plaza y se definió un trazado de calles que se ha mantenido hasta la actualidad. Este espacio corresponde al entramado de calles que conforman buena parte del barrio medieval de Tarragona.

## Características
El espacio constaba de una plaza dedicada al culto y otra más grande de representación, más el recinto inferior donde se encontraba el circo.
- El recinto de culto presidía la sede del concilium, estaba situado en la zona más alta de la ciudad, hoy ocupada por la Catedral, la plaza de la Catedral y otros edificios. Se trataba de una impresionante plaza de 153 m. por 136 m., rodeada por un muro perimetral de 9 m de alto que sostenía la cubierta de un pórtico con columnas, de unos 11 m de ancho, que rodeaba toda la plaza. En el marco de esta plaza porticada se encontraba el gran templo de Augusto, del que se saben sus impresionantes proporciones (las columnas median unos 13,5 m de alto), pero no su exacta ubicación.

- La plaza de representación estaba colocada en una terraza más baja que la zona de culto, conectada a ésta por una gran escalinata, que coincide con las actuales escaleras enfrente de la Catedral. La plaza medía 175 m de ancho por 318 m de largo, siendo así la plaza más grande jamás construida por el Imperio Romano. Tres de los cuatro lados de la plaza estaban delimitados por un podio elevado cubierto por un amplio espacio porticado que se apoyaba sobre un muro de pilastras (del cual aún se pueden observar muchos fragmentos en la ciudad). Tras este pórtico se alzaba una larga bóveda, de la que se conservan diversos tramos, como las llamadas bóvedas del Pallol o del Pretorio, que, seguramente, sustentaban una galería superior. En los ángulos meridionales de esta plaza se encuentran las torres de la Antigua Audiencia y del Pretorio, que funcionaban como caja de escaleras que daba acceso desde el nivel inferior del circo a la plaza a y la galería superior.

## Construcciones y organismos que albergaba el foro
- Consilium Provinciae Hispaniae Citerioris (Consejo Provincial)
- Circo
- Tabularium (Archivo del Estado)
- El Arca (Tesoro del Estado)
- Casa de la Cúria
- Audiencia i el pretori
- Templo de Culto Imperial